# قسم انغوت الغربي الريفي (مقاطعة غرمي)
قسم انغوت الغربي الريفي (بالفارسية: دهستان انگوت غربی) هي منطقة سكنية تقع في ناحية أنغوت في إيران. يقدر عدد سكانها بـ 12,806 نسمة .